# سولارسیتی
سولارسیتی (به انگلیسی: SolarCity) یک شرکت سهامی ارائه دهندهٔ خدمات انرژی بود که مقر آن در سان ماتیو، کالیفرنیا، ایالات متحده بود.
مؤسسان سولار سیتی دو برادر به نام‌های لیندون رایو و پیتر رایو هستند. سولارسیتی هم‌اکنون بزرگترین ارائه دهنده انرژی خورشیدی در ایالات متحده آمریکا است. سولارسیتی، سیستم‌های انرژی خورشیدی را برای خانه‌ها، کسب و کارها و دولت تأمین می‌کند. ایلان ماسک یکی از سهامداران این شرکت است. در سال ۲۰۰۳، ایلان ماسک پس از فروش ۱۱ درصد از سهام خود در پی پل توانست ۱۰ میلیون دلار روی این شرکت سرمایه‌گذاری کند.

## پیشینه
این شرکت از سال ۲۰۰۶ میلادی آغاز به کار کرده و اکنون خبرهایی در رسانه‌ها انتشار یافته‌است که شرکت تسلا موتورز با پرداخت ۲/۶ میلیارد دلار شرکت «سولار سیتی» را خواهد خرید.

## فعالیت‌ها
مفاهیم پشت سولارسیتی به طورکلی بر پایهٔ صرفه جویی در هزینه، سازگاری با محیط زیست و به‌طور کلی منطبق شدن با ایدئولوژی ایلان ماسک قرار دارد. از همه مهمتر، این شرکت سیستم‌های انرژی خورشیدی را برای ایستگاه‌های سوپرشارژر تسلا موتورز فراهم می‌کند. این شرکت چندین برنامه برای صاحب خانه‌ها فراهم می‌کند: برنامهٔ وام مای پاور، اجارهٔ خورشیدی و قرارداد خرید توان خورشیدی. در ماه می سال ۲۰۰۸، این شرکت برای تأمین توان برج نظارت و سرور، برای بریتیش موتورز و ای بی، سیستم‌های برقی تأمین شده با انرژی خورشیدی ساخت.
در ۱۵ ژانویه سال ۲۰۱۵، سولار سیتی برای راه اندازی یک مرکز مالی خورشیدی جدید به ارزش ۲۰۰ میلیون دلار با کردیت سوئیس گروپ همکاری کرد. این تسهیلات اعتباری به منظور کمک به مشتریان در سرمایه‌گذاری در سیستم‌های انرژی خورشیدی از طریق برنامهٔ وام «مای پاور» سولارسیتی شکل گرفت. برنامهٔ انرژی نامبرده به مشتریان این امکان را می‌دهد که به منظور پرداخت هزینهٔ کمتر برای برق، سیستم‌های خورشیدی خودشان را فعال کنند. به‌طور مثال این برنامه به کاهش هزینه در کیلو وات – ساعت کمک می‌کند و مشتریان برای سال اول، ملزم به بازپرداخت این وام به صورت ۱۶ سنت در هر کیلو وات – ساعت هستند.